# Thelma (pel·lícula de 1922)
Thelma és una pel·lícula muda dirigida per Chester Bennett i interpretada per Jane Novak, Barbara Tennant i June Elvidge, entre altres Basada en la novel·la “Thelma, a Norwegian Princess” de Marie Corelli, adaptada per Thomas Dixon, es va estrenar el 26 de novembre de 1922.

## Argument

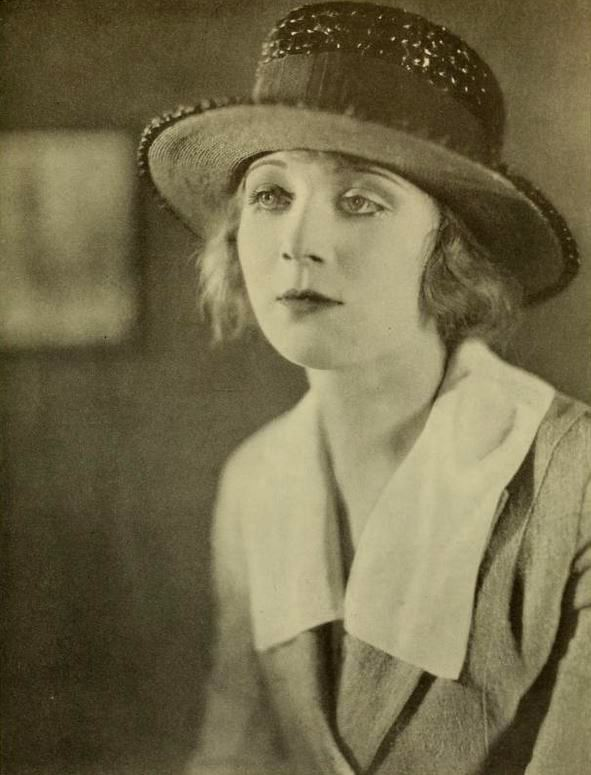
Retrat de Jane Novak del 1922

Thelma és una noia que viu amb el seu pare en un poble de costa noruec estimada per tothom. Al poble arriba un dia Sir Phillip Errington escapant de Lady Clara que es pretén casar amb ell. Phillip i Thelma s'enamoren i després de rebre la benedicció del pare es casen sense demora ja que els vilatans no ho aproven i afirmen que Thelma és descendent dels reis vikings. Es traslladen a Londres on ella és ben acollida amb l'excepció d'alguns amics gelosos de Phillip. Lady Clara i Lennox maquinen per tal que ella cregui que el seu marit l'enganya i ella acaba retornant a Noruega. El seu marit la segueix fins allà i aconsegueix provar que és innocent.

## Repartiment
- Jane Novak (Thelma Guildmar)
- Barbara Tennant (Britta)
- June Elvidge (Lady Clara Winsleigh)
- Gordon Mullen (Lovissa)
- Bert Sprotte (Olaf Guildmar)
- Vernon Steele (Sir Phillip Errington)
- Peter Burke (Lorimer)
- Jack Rollens (Sigurd)
- Harvey Clark (Dyceworthy)
- Wedgwood Nowell (Lennox)
- Harry Lonsdale (Neville)
- Virginia Novak (Thelma de petita)